# Exochosembia unicolor
Exochosembia unicolor är en insektsart som beskrevs av Ross 2003. Exochosembia unicolor ingår i släktet Exochosembia och familjen Anisembiidae.
Artens utbredningsområde är Honduras. Inga underarter finns listade i Catalogue of Life.